# Теодор-Рузвельт (национальный парк)
Теодор-Рузвельт (англ. Theodore Roosevelt National Park) — национальный парк в штате Северная Дакота. Создан для защиты пейзажей прерии и бедленда. Состоит из двух участков — северного и южного, причём эти участки находятся в двух различных часовых поясах, так что в южном время на час отстаёт от северного.
По южной границе парка, в одном месте вклиниваясь на его территорию, проходит межштатная магистраль Interstate 94.